# Stanisławka (powiat zamojski)
Stanisławka – wieś w Polsce położona w województwie lubelskim, w powiecie zamojskim, w gminie Sitno. Leży w północnej części Skierbieszowskiego Parku Krajobrazowego.
| 0898314 | Doły | część wsi |
| 0898320 | Góra | część wsi |

W latach 1975–1998 miejscowość należała administracyjnie do województwa zamojskiego.
Wieś jest sołectwem w gminie Sitno. Według Narodowego Spisu Powszechnego z roku 2011 wieś liczyła  mieszkańców. 
Na południowym skraju wsi znajduje się powstały najprawdopodobniej w 1915 roku cmentarz z I wojny światowej. Zajmuje on powierzchnię 0,03 ha.
Podczas II wojny światowej w Stanisławce schronienie przed  gestapo znalazł ksiądz Stefan Wyszyński, późniejszy prymas Polski.
Wierni Kościoła rzymskokatolickiego należą do parafii Podwyższenia Krzyża Świętego w Horyszowie Polskim lub do parafii Niepokalanego Serca Najświętszej Maryi Panny w Łaziskach.

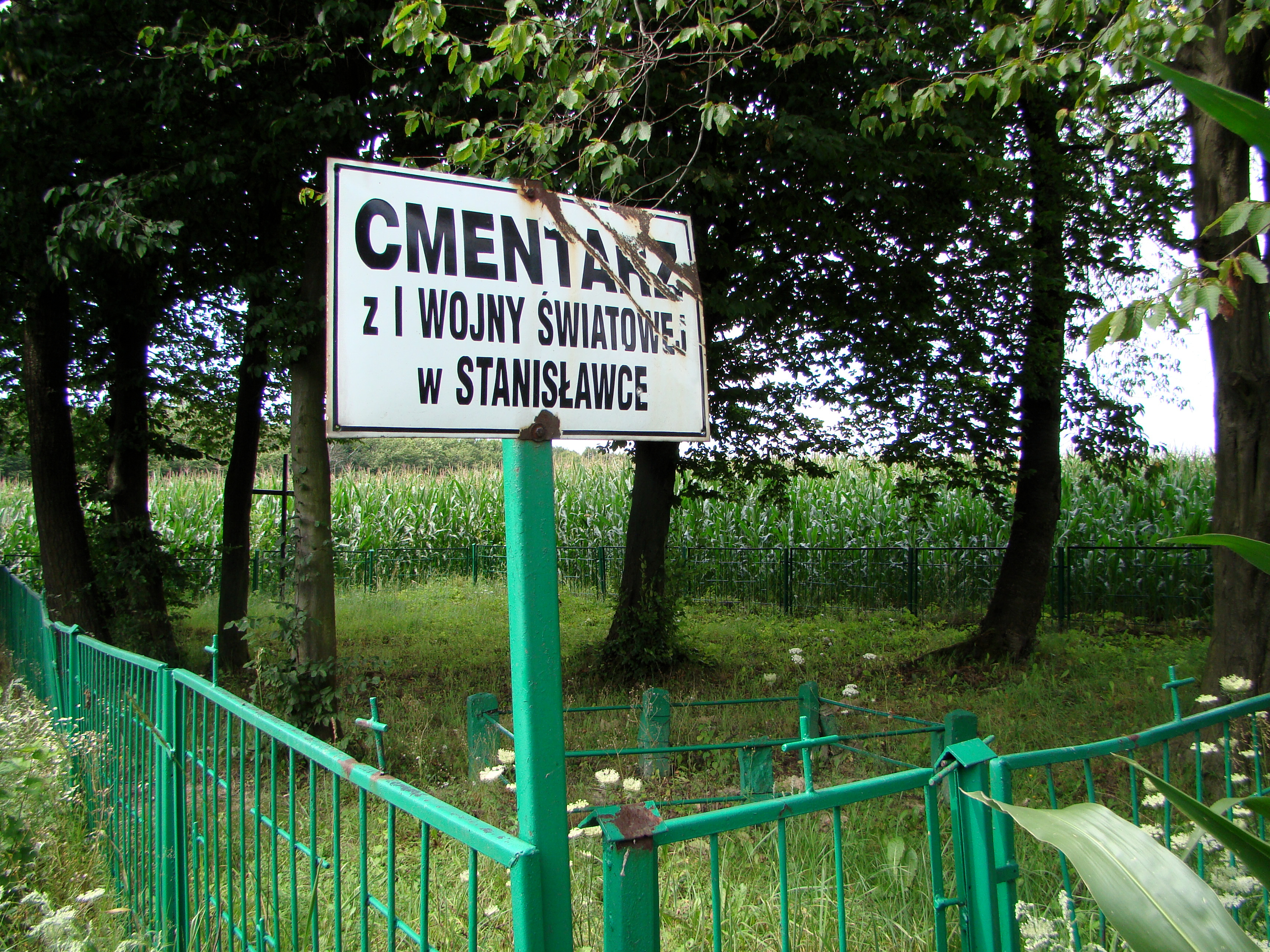
Cmentarz wojenny z I wojny światowej
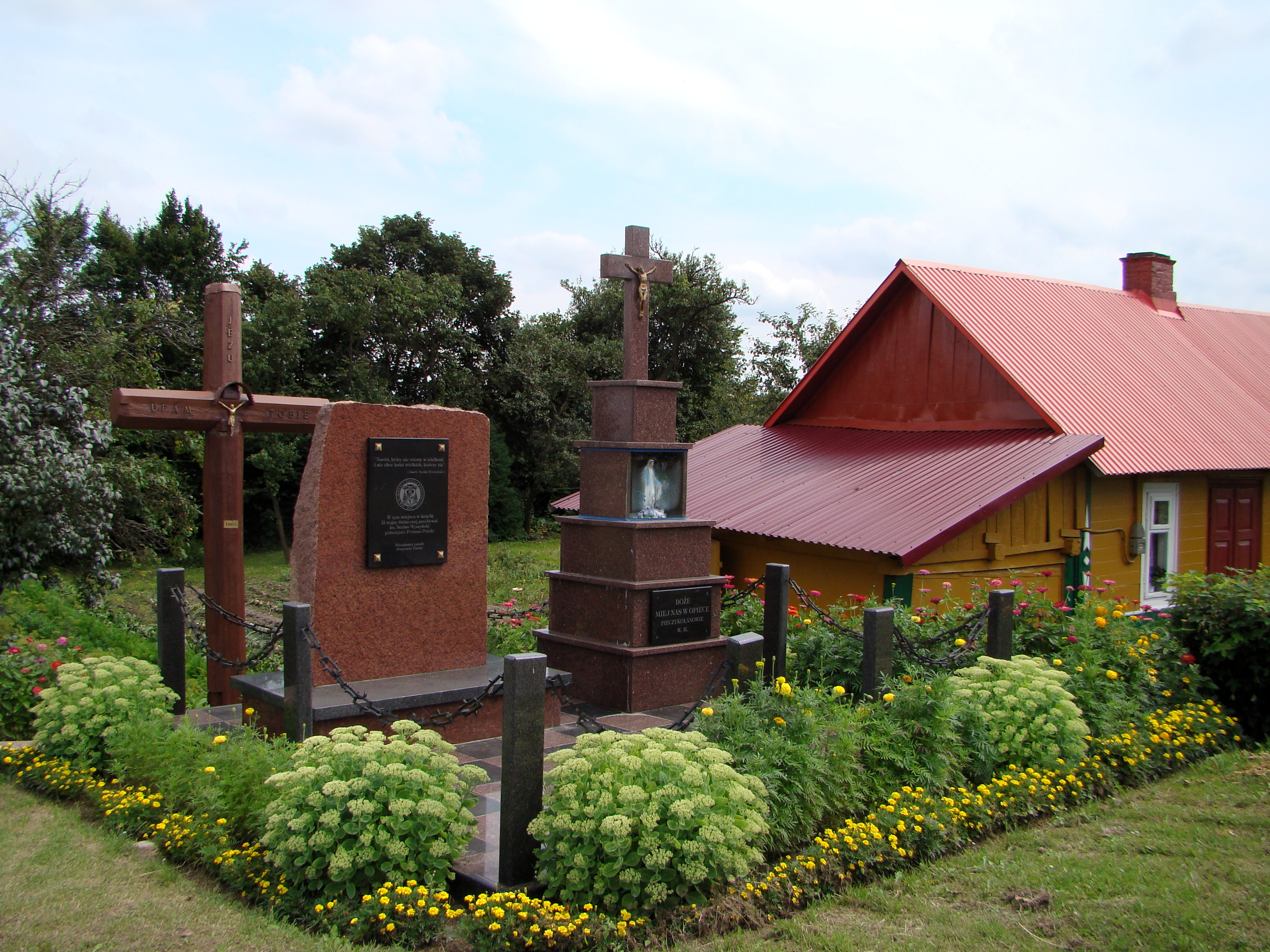
Miejsce pobytu  ks. Stefana Wyszyńskiego w czasie  II w. św.
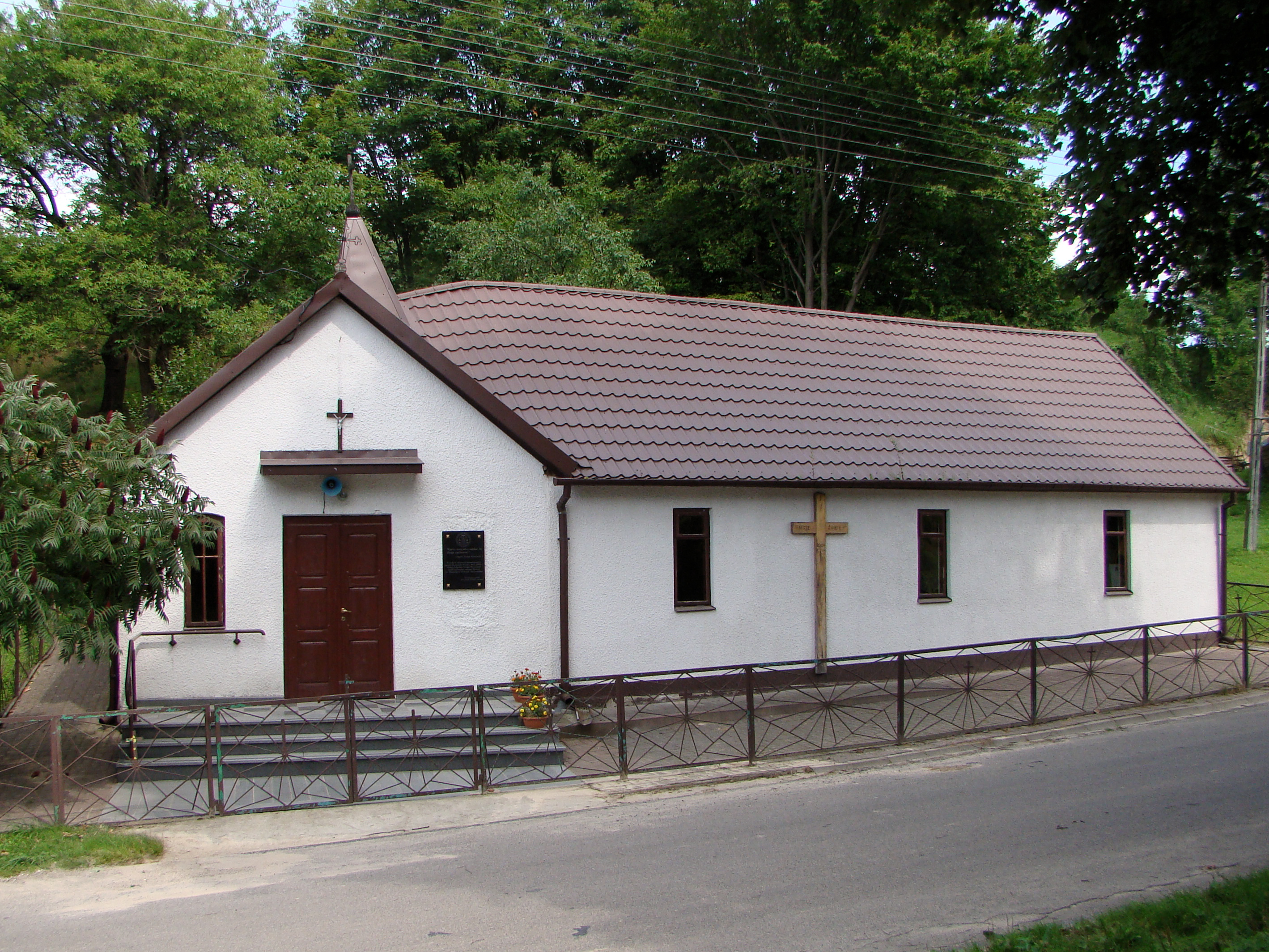
Kaplica
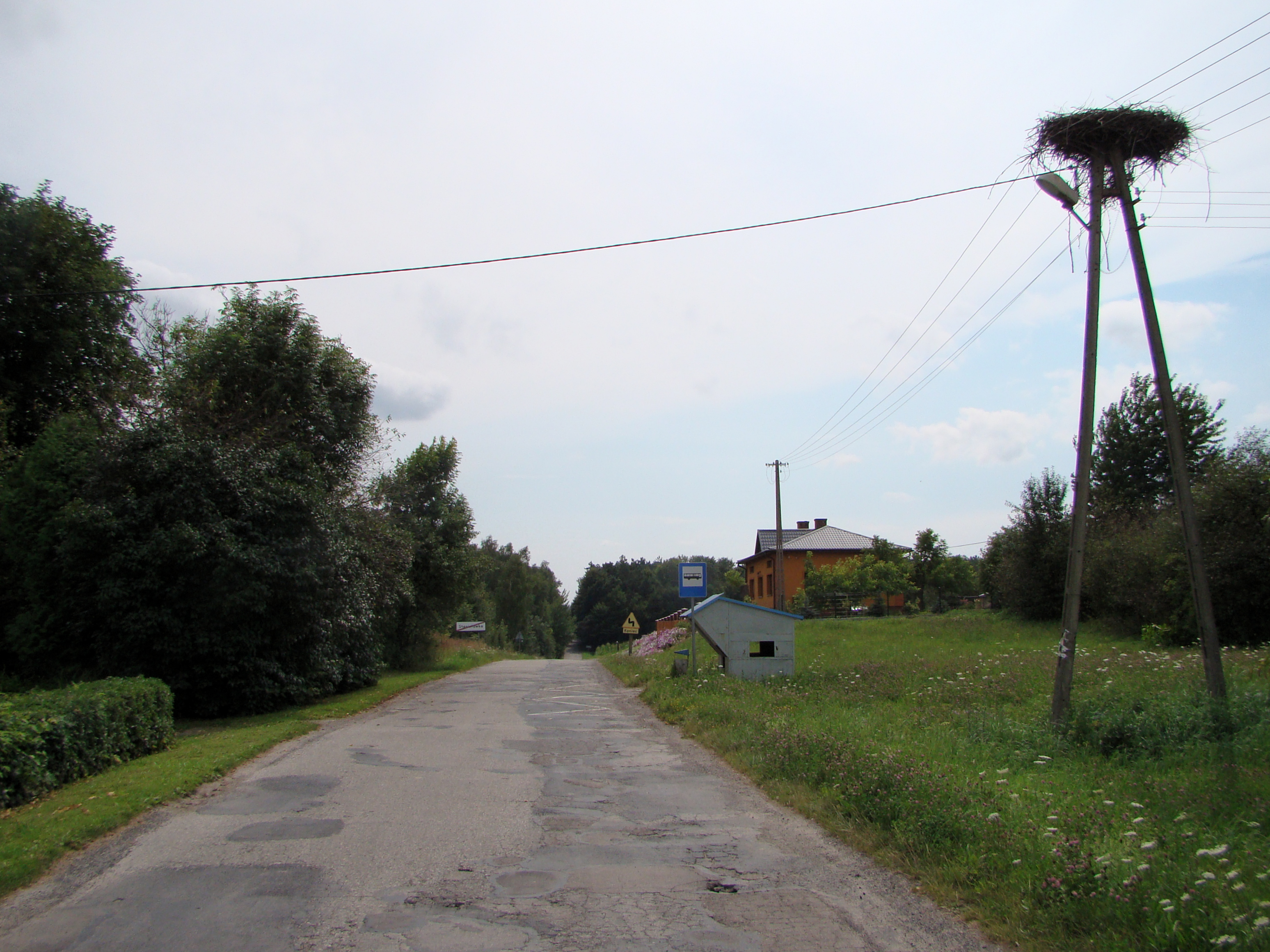
Ulica
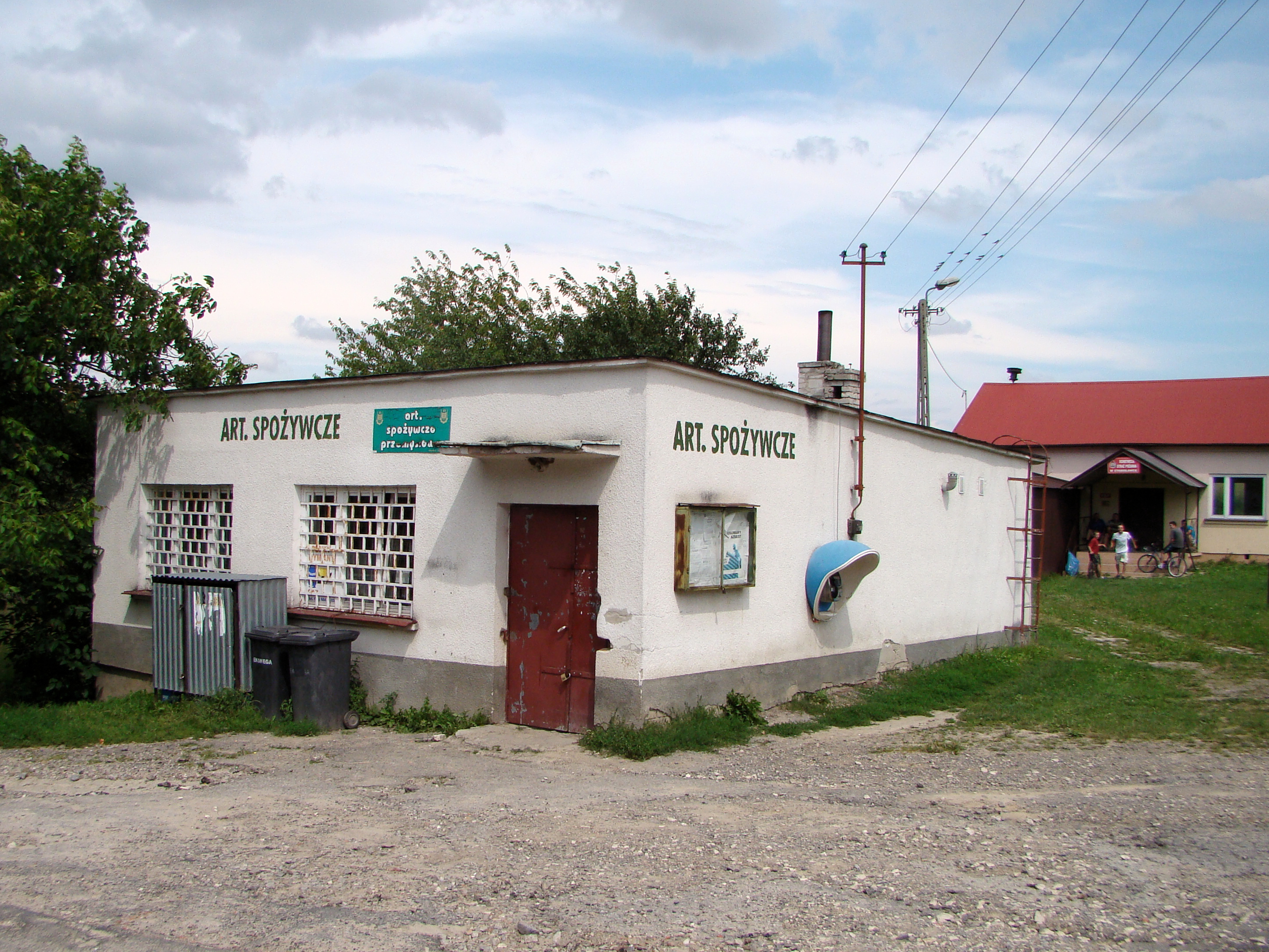
Sklep spożywczy